# Edward Adams-Ray
Edward Adams-Ray, född 7 juni 1861 på Gibraltar, död 28 augusti 1946 i Adolf Fredriks församling i Stockholm, var en engelsk-svensk språklärare, författare och översättare.
Efter lärarexamen 1881 var han lärare vid olika engelska läroverk 1882–1892 och därefter bland ojibwaindianer i Kanada 1884–1885. Han studerade träslöjd vid Nääs, i Karlstad och i Stockholm 1892–1894 samt pedagogisk gymnastik 1892–1894.
Han var lärare i engelska vid Franska skolan i Stockholm 1892–1910, vid Nya elementarskolan 1897–1902, vid Borgarskolan 1899–1909 och från 1919, vid Palmgrenska samskolan 1899–1912 och vid Schartaus handelsinstitut 1917–1928. Han höll föreläsningar i engelsk historia och litteratur vid Borgarskolan från 1919.
Edward Adams-Ray skrev också några få böcker och översatte svenska schlagrar till engelska. Han var riddare av Vasaorden (RVO).
Han gifte sig 1901 med Dagmar Sandberg (1878–1949), dotter till porslinshandlanden Johan Sandberg och Selma Ferdinanda Vilhelmina Rosvall. Han var far till professorn i kirurgi Jack Adams-Ray, friidrottaren Bride Adams-Ray och programchefen vid radion Barbro Svinhufvud, farfar till radioprofilen Kersti Adams-Ray och farfars far till artisten Daniel Adams-Ray.
Han är begravd i familjegrav på Katolska kyrkogården i Stockholm.